# Алтайка (село)
Алтайка (каз. Алтайка) — село в Алтайском районе Восточно-Казахстанской области Казахстана. Входит в состав Никольского сельского округа. Находится примерно в 43 км к юго-западу от районного центра, города Алтай. Код КАТО — 634843200.

## Население
В 1999 году население села составляло 187 человек (95 мужчин и 92 женщины). По данным переписи 2009 года, в селе проживал 51 человек (25 мужчин и 26 женщин).
В 2021 году население села составляет 36 человек (17 мужчин и 19 женщин). По данным переписи населения Казахстана (2021г.)